# Кубед
Кубед (итал.Còvedo  Kòведо, локално Чубед) насеље у северној Истри, на крашком брду изнад долине реке Рижане, општина Копар. Под Кубед спада и заселак Мохорече (S. Ermacora).

## Географија
Кубед се налази на подручју између беле (кречњак) и сиве (флиш) Истре у брдима Шаврина - Савриниа. Тако се на северу налази крашко (кречњачко) брдо Крашца (Монте Црасца, 272 м н/в), а према западу је флишно брдо Кубајско Вардо (Монте Вардо, 390 м н/в). Село је смештено на присојној падини испод каштела, а удаљено је 16 км од Копра, а 13 км од Грачишча.

## Историја
У литератури се спомиње да је топоним келтског порекла, Хубед, а у римско вријеме је ту био Castrum Cubitum; на римском путу који је повезивао Копар са Бузетом која је управо у близини Кубеда скретао према југу.
Кубед се први пут спомиње 1067. у даровном уговору, с којим је цар Хајнрих IV. поклонио Кубед фрајсбуршкој бискупији, а 1077. уступа га Аквилејској патријаршији. Барун Улрицх II из Вајмара, 1102. постаје власником овог феуда који се назива Цодиба.
Управо због важне стратешке позиције Кубеда (неприступачности), место је остало сигурно читав средњи век. Први словенски колони спомињу се 1195, када је неколико породица насељено на том подручју.
1420. завршава доминација патријарха када се Кубед ставља под власт Серениссиме; Венечани граде на каменом врху кулу ретког пентагоналног облика те бедеме високе 5 метра који су требали зауставити турску инвазију. Тада је северно од утврде изграђен и каштел од кога су сачувани зидови и куле. Постаје оперативни центар у ратовима са хабсбуршким територијем под командом провидура Андреа Циврана, са пешадијом и коњицом. Чувара утврде се називало “цоннестабиле” (конестаабиле).
1505. постаје власништво породице Братти, а затим у XVII. в. је феуд копарских бискупа који уступају власништво кући Вергерио из Копра. Године 1615, за време рата за Градишку Кубед опседају хорде Ускока па се појачавају фортификације, а престанком опасности од Ускока смањује се важност утврде и почиње њено пропадање.
Под Аустријом је Кубед након наполеонских ратова, а 1849. долази под опћину Декани. 1900. је село је имало воденицу у Мостишчју на Рижани, а од 1909. је деловала Пољопривредна штедионица.
Након првог свјетског рата долази под власт Краљевине Италије да, по капитулацији Италије 8. IX. 1943. и општег народног устанка у октобру 1943, наступа немачка офензива па су 2. октобра 1943. спаљене 53 куће. У НОБ-у је у селу деловала партизанска школа. У спомен палима за слободу су у Кубеду поставили два споменика. Једног су подигли 1948,, а други 1978, на којему су уклесани стихови: »В теј земљи истрски сте покопани јунаки, Истри ин свободи вдани«.

## Знаменитости
- Kаштел - средњовековна утврда коју је дао саградити Улрицх из Wеимара како би котролисао свој феуд и трговачки пут који је из истарског приморја водио у унутрашњост Истре.
- Торањ - звоник. Торањ је служио као склониште становништву од упада и пљачка Ускока и Турака у XV. и XVI. в, а 1833. је претворен у звоник[4]..
- Средњовековна црква св. Флоријана која се налази на рубу брда, рестаурирана је 1860.

## Образовање и култура
1884. село добива своју читаоницу, а 4 г касније оснивају певачо друштво 'Скала'. На стоту годишњицу друштво издаје зборник Кубеда у коме се документовано приказује живот тог истарског села.
Школа је деловала од 1851. све до 1955. У 104 г. деловања школе се је промијенило 4 државних творевина,
У Кубеду је живео познати пјесник словенске Истре Алојз Коцјанчич.

## Становништво
Према подацима Статистичног уреда РС Кубер је 2020, имао 189 становника.
| Годинa    | 1869. | 1900. | 1931. | 1961. | 1971. | 1981. | 1991. | 2002. | 2011. |
| Бр. стан. | 335   | 386   | 343   | 209   | 176   | 165   | 165   | 165   | 179   |